# Rhegmoclema caudatum
Rhegmoclema caudatum är en tvåvingeart som först beskrevs av Oswald Duda 1928.  Rhegmoclema caudatum ingår i släktet Rhegmoclema och familjen dyngmyggor. Inga underarter finns listade i Catalogue of Life.